# Ґолашин (Оборницький повіт)
Ґолашин (пол. Gołaszyn, нім. Golasdorf) — село в Польщі, у гміні Оборники Оборницького повіту Великопольського воєводства.
Населення — 334 особи (2011).
У 1975-1998 роках село належало до Познанського воєводства.

## Демографія
Демографічна структура станом на 31 березня 2011 року:
|          | Загалом | Допрацездатний вік | Працездатний вік | Постпрацездатний вік |
| -------- | ------- | ------------------ | ---------------- | -------------------- |
| Чоловіки | 160     | 40                 | 114              | 6                    |
| Жінки    | 174     | 44                 | 105              | 25                   |
| Разом    | 334     | 84                 | 219              | 31                   |